# Kutyaarisztokraták
A Kutyaarisztokraták (eredeti cím németül: Hot Dogs: Wau - wir sind reich!, angolul: Millionaire Dogs) 1999-ben bemutatott német–amerikai 2D-s számítógépes animációs film, amely Ute Schoemann-Koll ötlete alapján készült. Az animációs játékfilm rendezője Michael Schoemann, producerei Dietmar Kablitz és Michael Schoemann. A forgatókönyvet Heike Kospach, Karin Howard és Joseph D. Steuben írta, a zenéjét Toby Gad, Gregor Narholz és Jaqueline Nemorin szerezte. A mozifilm az Ostdeutscher Rundfunk Brandenburg, az EIV Entertainment Invest GmbH & Company KG és a Zweites Deutsches Fernsehen gyártásában jelent meg, a PolyGram forgalmazásában jelent meg.
Németországban 1999. április 1-jén mutatták be a mozikban, Magyarországon 2002-ben adták ki DVD-n és VHS-en.

## Szereplők
| Szereplő                     | Eredeti hang           | Magyar hang        |
| ---------------------------- | ---------------------- | ------------------ |
| Tádé (J.D.)                  | Thomas Danneberg       | Holl Nándor        |
| Imo (Emmo)                   | Nina Hagen             | Fekete Zoltán      |
| Hannie                       | Philine Peters-Arnolds | Bessenyei Emma     |
| Ronnie                       | Lutz Mackensy          | Imre István        |
| Bella                        | Katharina Koschny      | Farkasinszky Edit  |
| Bársony (Velvet)             | Magdalena Turba        | Kisfalvi Krisztina |
| Csufi (Chuffie)              | Hans Hohlbein          | Gruber Hugó        |
| Sörte (Sherman)              | Michael Chevalier      | Kárpáti Levente    |
| Lili kisasszony (Miss Lilly) | Bettina Schön          | Kassai Ilona       |
| Doktor Háp (Dr. Quack)       | N/A                    | Csuha Lajos        |
| Jószív Jónás (John Fairview) | N/A                    | Dobránszky Zoltán  |
| Rendőri sas                  | N/A                    | R. Kárpáti Péter   |
| Motoros keselyű              | N/A                    | Kapácsy Miklós     |
| Motoros kandúr               | N/A                    | Kossuth Gábor      |
| Motoros csimpánz             | N/A                    | Seder Gábor        |

## Televíziós megjelenések
RTL Klub